# Enhypen
Enhypen (tiếng Hàn: 엔하이픈; Romaja: Enhaipeun; tiếng Nhật: エンハイプン; Enhaipun; thường được viết cách điệu là ENHYPEN) là một nhóm nhạc nam Hàn Quốc được thành lập bởi Belift Lab, một liên doanh giữa CJ ENM và Hybe Corporation. Được thành lập thông qua chương trình sống còn I-Land năm 2020, nhóm bao gồm 7 thành viên Heeseung, Jay, Jake, Sunghoon, Sunoo, Jungwon và Ni-Ki.
Enhypen ra mắt vào ngày 30 tháng 11 năm 2020, với mini album đầu tay Border: Day One Given-Taken

## Tên gọi
Tên của nhóm, Enhypen, đã được giới thiệu thông qua buổi phát sóng trực tiếp tập cuối cùng của I-Land. Theo nguồn gốc, Enhypen bắt nguồn từ tên gọi của nó Hyphen (-), điều đó tạo ra những ý nghĩa mới bao gồm "Connection, Discovery & Growth". Tương tự như cách dấu gạch nối kết nối các từ khác nhau để tạo thành ý nghĩa mới, Enhypen đặt mục tiêu "kết nối, khám phá lẫn nhau và cùng nhau phát triển."
Tên fandom của nhóm là ENGENE.

## Lịch sử

### Trước khi ra mắt:I-Land

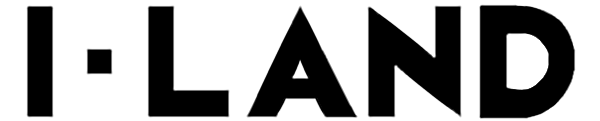
Logo của I-Land.

Vào tháng 3 năm 2019, Belift Lab được đồng sáng lập bởi CJ E&M và Hybe Corporation, với kế hoạch thành lập một nhóm nhạc nam mới vào năm 2020. Các buổi thử giọng bắt đầu cùng tháng tại Seoul, Hoa Kỳ, Đài Loan và Nhật Bản, cùng những nơi khác, dành cho các thực tập sinh nam được sinh từ năm 1997 đến 2008. Vào ngày 8 tháng 5 năm 2020, kênh truyền hình Mnet đã công bố chương trình sống còn, I-Land, một liên doanh của cả hai công ty "theo dõi quá trình các nghệ sĩ K-pop thế hệ tiếp theo được sinh ra." Enhypen được thành lập thông qua I-Land, bao gồm 23 thực tập sinh nam, một số thực tập sinh đến từ các buổi thử giọng của Belift, trong khi những thực tập sinh khác chuyển đến từ Big Hit Music, tất cả các thực tập sinh sau đó đều được đào tạo dưới Belift Lab. Chương trình được phát sóng hàng tuần trên Mnet từ ngày 26 tháng 6 đến ngày 18 tháng 9 năm 2020 và được phát sóng thông qua kênh YouTube của Hybe. Buổi biểu diễn được chia thành 2 phần. 12 thí sinh từ phần 1 đã lọt vào phần 2 của chương trình. Trong tập cuối cùng của chương trình, 7 thành viên được chọn trong số 9 thí sinh cuối cùng, với 6 thành viên được chọn theo bảng xếp hạng toàn cầu và thành viên cuối cùng do các nhà sản xuất lựa chọn. Đội hình ra mắt của nhóm với 7 thành viên, Heeseung, Jay, Jake, Sunghoon, Sunoo, Jungwon và Ni-ki, đã được công bố thông qua truyền hình trực tiếp đêm chung kết.

### 2020: Ra mắt với mini albumBORDER: DAY ONE
Vào ngày 22 tháng 10 năm 2020, một đoạn giới thiệu có tên "Choose-Chosen" đã được đăng tải trên kênh YouTube của Enhypen, thông báo về sự ra mắt của nhóm vào tháng 11 năm 2020. Một đoạn giới thiệu thứ hai có tựa đề "Dusk-Dawn" được phát hành 3 ngày sau đó, theo sau là một bộ ảnh concept vào ngày 27 tháng 10. Vào ngày 28 tháng 10, Belift Lab thông báo rằng Enhypen sẽ phát hành mini album đầu tay, Border: Day One vào ngày 30 tháng 11. Vào ngày 4 tháng 11, có thông báo rằng số lượng đơn đặt hàng trước album đã vượt qua 150,000 bản trong 2 ngày. Trước khi ra mắt, nhóm đã tích lũy được một lượng lớn người theo dõi trên các nền tảng mạng xã hội, thu hút hơn 1 triệu người theo dõi trên TikTok, Twitter, YouTube, Instagram và V Live. Đến ngày 21 tháng 11, đơn đặt hàng trước đã vượt qua 300,000 bản. Mini album BORDER: DAY ONE và bài hát chủ đề "Given-Taken" được phát hành vào ngày 30 tháng 11 năm 2020, với một buổi giới thiệu trực tiếp để quảng bá. Vào ngày 4 tháng 12 năm 2020, Enhypen chính thức ra mắt trên Music Bank của KBS, nơi nhóm biểu diễn "Given-Taken". Nó ra mắt ở vị trí số 2 trên Gaon Album Chart của Hàn Quốc, đã bán được 318,528 bản trong 1 ngày và trở thành album bán chạy nhất của một nhóm nhạc K-pop ra mắt vào năm 2020. Nó cũng được xếp hạng ở vị trí số 2 trên Oricon Albums Chart, với hơn 71,000 bản được bán tại Nhật Bản. Trong vòng hai tuần sau khi ra mắt, nhóm đã giành được giải thưởng "Next Leader" tại The Fact Music Awards năm 2020. Vào tháng 2 năm 2021, BORDER: DAY ONE đã nhận được chứng nhận Bạch kim từ Korea Music Content Association (KMCA), trao cho nhóm chứng nhận đầu tiên của họ trong nước.

### 2021: Trở lại với mini album thứ 2 BORDER: CARNIVAL
Vào ngày 25 tháng 3 năm 2021, Belift Lab thông báo rằng Enhypen sẽ trở lại vào cuối tháng 4. Một đoạn giới thiệu có tên "Intro: The Invitation"được phát hành vào ngày 5 tháng 4, thông báo cho mini album thứ hai Border: Carnival. Vào ngày 8 tháng 4, có thông báo rằng lượng đặt trước album đã vượt qua 370,000 bản trong 3 ngày. Trước ngày phát hành, đơn đặt hàng trước album đã vượt qua 450,000 bản. Mini album được phát hành cùng với bài hát chủ đề "Drunk-Dazed" vào ngày 26 tháng 4. Vào ngày 4 tháng 5, nhóm đã nhận được chiến thắng đầu tiên trên chương trình âm nhạc của nhóm tại The Show của SBS MTV với "Drunk-Dazed". Sau đó, nhóm cũng đã giành được chiến thắng trên Show Champion and Music Bank. BORDER: CARNIVAL ra mắt ở vị trí số 1 trên Oricon Albums Chart, trở thành lần đầu tiên nhóm đứng đầu bảng xếp hạng tại Nhật Bản, với hơn 83,000 bản được bán ra. Ngoài ra, trong ngày đầu mở bán, mini album này đã bán được 319,073 bản, phá vỡ kỉ lục của chính nhóm so với đợt debut. Bên cạnh đó, nhóm sẽ ra mắt ca khúc tiếng Nhật mang tên Forget Me Not, đây là ca khúc mở đầu thuộc anime thể thao Re-Main.

### 2025 - nay: Hợp tác của những nghệ sĩ với các thành viên, phát hành đĩa đơn "Loose", lần đầu tiên được biểu diễn tại Coachella
Vào ngày 8 tháng 1 năm 2025, rapper Flo Rida đã lên mạng xã hội để thông báo về đĩa đơn mới của mình mang tên '"Confessions", sẽ được phát hành vào ngày 10 tháng 1. Ca khúc có sự góp mặt của Heeseung, Jake và rapper người Mỹ Paul Russell .
Vào ngày 31 tháng 3, Belift thông báo rằng Enhypen sẽ phát hành một đĩa đơn mang tên "Loose" vào ngày 4 tháng 4 năm 2025.
Coachella 2025 đã đánh dấu một bước ngoặt quan trọng khi ENHYPEN - nhóm nhạc nam đình đám đến từ Hàn Quốc chính thức trở thành nhóm nhạc Hàn Quốc duy nhất biểu diễn tại sự kiện này trong năm 2025. Ngoài ra ENHYPEN đã lập nên một kỷ lục đáng kinh ngạc khi trở thành nhóm nhạc Kpop có thời gian ngắn nhất từ khi ra mắt đến khi được mời biểu diễn tại Coachella, chỉ trong vỏn vẹn bốn năm. Đây là một minh chứng rõ ràng cho sức ảnh hưởng mạnh mẽ và sự phát triển vượt bậc của ENHYPEN trong làng âm nhạc thế giới. ENHYPEN không chỉ là những nghệ sĩ tài năng mà còn là những biểu tượng của sự cống hiến và đam mê. Xuất hiện trên sân khấu Coachella 2025 trong những bộ trang phục vest denim cao cấp từ thương hiệu nổi tiếng - PRADA đã thiết kế riêng cho họ, các thành viên đã tạo ấn tượng mạnh mẽ ngay từ giây phút đầu tiên. Khán giả không chỉ được thưởng thức những ca khúc sôi động, mà còn chiêm ngưỡng phong cách và năng lượng tươi mới mà ENHYPEN mang đến. Dù không có sự hỗ trợ của bất kỳ công nghệ hay kỹ thuật đặc biệt nào, ENHYPEN vẫn thể hiện xuất sắc bản chất của một nhóm nhạc Kpop đỉnh cao: sự kết hợp hoàn hảo giữa giọng hát nội lực, vũ đạo bùng nổ và phong thái tự tin. Với vóc dáng khỏe mạnh, các thành viên không chỉ làm chủ sân khấu mà còn khiến khán giả cảm nhận được sự cháy bỏng trong từng bước đi và từng giai điệu. Một khoảnh khắc không thể quên là khi ENHYPEN trình diễn ca khúc Moonstruck trong khi hình ảnh trăng tròn hiện lên trên màn hình lớn, mang đến một cảm giác huyền bí và thơ mộng. Đặc biệt, ngày hôm đó cũng chính là ngày siêu trăng tháng 4, "Trăng hồng", xuất hiện trên bầu trời Bắc Mỹ. Đây là khoảnh khắc đẹp đẽ, đầy biểu tượng, khi một sự kiện thiên văn tuyệt vời và màn trình diễn đầy cảm xúc của ENHYPEN hội tụ. Coachella 2025 chắc chắn sẽ trở thành một dấu mốc đáng nhớ trong lịch sử âm nhạc, không chỉ đối với ENHYPEN mà còn đối với tất cả những ai yêu mến âm nhạc đất nước xứ sở kim chi này.
Setlist các bài hát được trình diễn tại Coachella:
1. Blockbuster
2. Blessed _ Curshed
3. Future Perfect (Pass The Mic)
4. ParadoXXX Invasion
5. Paranormal
6. XO (Only If You Say Yes)
7. No Doubt
8. Sweet Venom
9. Daydream
10. Moonstruck
11. Bite Me
12. Drunk - Dazed
13. Brought The Heat Back

## Thành viên
- Chú thích: In đậm là trưởng nhóm

| Nghệ danh | Nghệ danh | Nghệ danh    | Tên khai sinh   | Tên khai sinh | Tên khai sinh      | Tên khai sinh | Tên khai sinh      | Ngày sinh         | Nơi sinh                      | Quốc tịch |
| Latinh    | Hangul    | Kana         | Latinh          | Hangul        | Kana               | Hanja         | Hán-Việt           | Ngày sinh         | Nơi sinh                      | Quốc tịch |
| Heeseung  | 희승      | ヒスン       | Lee Hee-seung   | 이희승        | イ・ヒスン         | 李羲承        | Lý Hi Thừa         | 15 tháng 10, 2001 | Uiwang, Gyeonggi, Hàn Quốc    | Hàn Quốc  |
| Jay       | 제이      | ジェイ       | Park Jong-seong | 박종성        | パク・ジョンソン   | 朴综星        | Phác Tống Tinh     | 20 tháng 4, 2002  | Seattle, Washington, Hoa Kỳ   | Hàn Quốc  |
| Jay       | 제이      | ジェイ       | Jay Park        | 제이 박       | パク・ジョンソン   | 朴综星        | Phác Tống Tinh     | 20 tháng 4, 2002  | Seattle, Washington, Hoa Kỳ   | Hoa Kỳ    |
| Jake      | 제이크    | ジェイク     | Jake Sim        | 제이크 심     | シム・ジェユン     | 沈载伦        | Thẩm Tại Luân      | 15 tháng 11, 2002 | Seoul, Hàn Quốc               | Úc        |
| Jake      | 제이크    | ジェイク     | Sim Jae-yun     | 심재윤        | シム・ジェユン     | 沈载伦        | Thẩm Tại Luân      | 15 tháng 11, 2002 | Seoul, Hàn Quốc               | Hàn Quốc  |
| Sunghoon  | 성훈      | ソンフン     | Park Sung-hoon  | 박성훈        | パク・ソンフン     | 朴成训        | Phác Thành Huấn    | 8 tháng 12, 2002  | Namyangju, Gyeonggi, Hàn Quốc | Hàn Quốc  |
| Sunoo     | 선우      | ソヌ         | Kim Sun-woo     | 김선우        | キム・ソヌ         | 金善禹        | Kim Thiện Vũ       | 24 tháng 6, 2003  | Suwon, Gyeonggi, Hàn Quốc     | Hàn Quốc  |
| Jungwon   | 정원      | ジョンウォン | Yang Jung-won   | 양정원        | ヤン・ジョンウォン | 梁祯元        | Lương Trinh Nguyên | 9 tháng 2, 2004   | Seoul, Hàn Quốc               | Hàn Quốc  |
| Ni-ki     | 니키      | ニキ         | Nishimura Riki  | 니시무라 리키 | にしむら りき      | 西村力        | Tây Thôn Lực       | 9 tháng 12, 2005  | Okayama, Nhật Bản             | Nhật Bản  |

## Danh sách đĩa nhạc

### Mini album
| Tên              | Thông tin album                                                                                          | Vị trí xếp hạng cao nhất | Vị trí xếp hạng cao nhất | Vị trí xếp hạng cao nhất | Vị trí xếp hạng cao nhất | Vị trí xếp hạng cao nhất | Vị trí xếp hạng cao nhất | Vị trí xếp hạng cao nhất | Vị trí xếp hạng cao nhất | Doanh số                                              | Chứng nhận                       |
| Tên              | Thông tin album                                                                                          | KOR                      | BEL                      | GER                      | HUN                      | JPN                      | JPN Hot                  | SWI                      | US World                 | Doanh số                                              | Chứng nhận                       |
| Border: Day One  | - Phát hành: 30 tháng 11 năm 2020 - Hãng đĩa: Belift Lab, Genie, Stone - Định dạng: CD, digital download | 2                        | 73                       | 95                       | 29                       | 2                        | 2                        | 99                       | 14                       | - HQ: 464,232 - HQ: 108,726 (Phy.) - NB: 1,290 (Dig.) | - KMCA: Bạch kim                 |
| Border: Carnival | - Phát hành: 26 tháng 4 năm 2021 - Hãng đĩa: Belift Lab, Genie, Stone - Định dạng: CD, digital download  | 1                        | 17                       | 26                       | —                        | 1                        | 1                        | 64                       | 9                        | - HQ: 622,621 - NB: 110,189 (Phy.)                    | - RIAJ: Vàng - KMCA: 2X Bạch kim |

### Đĩa đơn
| Tên           | Năm  | Vị trí xếp hạng cao nhất | Vị trí xếp hạng cao nhất | Vị trí xếp hạng cao nhất | Vị trí xếp hạng cao nhất | Album            |
| Tên           | Năm  | KOR                      | HUN                      | JPN Hot                  | US World                 | Album            |
| "Given-Taken" | 2020 | —                        | —                        | 45                       | 13                       | Border: Day One  |
| "Drunk-Dazed" | 2021 | 118                      | 30                       | 44                       | 3                        | Border: Carnival |

### 1 số bài hát khác
| Tên                   | Năm  | Vị trí xếp hạng cao nhất | Album            |
| Tên                   | Năm  | US World                 | Album            |
| "Let Me In (20 Cube)" | 2020 | 24                       | Border: Day One  |
| "Flicker"             | 2020 | 25                       | Border: Day One  |
| "Fever"               | 2021 | 18                       | Border: Carnival |
| "Not For Sale"        | 2021 | 21                       | Border: Carnival |

## Danh sách video

### Video âm nhạc
| Tên                   | Năm  | Đạo diễn                 | Ref.   |
| "Given-Taken"         | 2020 | Yong Seok Choi (Lumpens) | [ 70 ] |
| "Let Me In (20 Cube)" | 2020 | Nuri Jeong (COSMO)       | [ 71 ] |
| "Drunk-Dazed"         | 2021 | Yong Seok Choi (Lumpens) | [ 72 ] |
| "FEVER"               | 2021 | Nuri Jeong (COSMO)       | [ 73 ] |
| "Tamed-Dashed"        | 2021 | Yong Seok Choi (Lumpens) |        |
| "Blessed-Cursed"      | 2022 | Yong Seok Choi (Lumpens) |        |

### Video khác
| Tên                     | Năm  | Đạo diễn               | Ref.   |
| "Intro: Walk the Line"  | 2020 | Geeeembo               | [ 74 ] |
| "Outro: Cross the Line" | 2021 | Geeeembo, Kim Rae Hyun | [ 75 ] |
| "Intro: The Invitation" | 2021 | Geeeembo, Strtsphr     | [ 76 ] |

### DVD
| Tên                        | Thông tin                                                                                    | Vị trí xếp hạng cao nhất | Doanh số      |
| Tên                        | Thông tin                                                                                    | JPN                      | Doanh số      |
| Enhypen Season's Greetings | - Phát hành: 15 tháng 1 năm 2021 - Hãng đĩa: PLAY COMPANY CORP. - Định dạng: DVD + Photobook | 1                        | - NB: 12,758+ |

## Các chương trình đã tham gia

### Truyền hình
| Năm  | Chương trình | Kênh | Chú thích                     |
| 2020 | I-Land       | Mnet | Chương trình thực tế sống còn |

### Chiếu mạng
| Năm       | Chương trình | Kênh    | Chú thích                   |
| 2020–2021 | Enhypen & Hi | YouTube | Chương trình thực tế, 2 mùa |
| 2021      | En-O'Clock   | Youtube | Chương trình thực tế        |
| 2022      | So So Fun    | Youtube | Chương trình thực tế        |

 Weekly idol

## Giải thưởng và đề cử
| Năm  | Giải thưởng                   | Hạng mục                         | Đề cử           | Kết quả   |
| 2020 | The Fact Music Awards         | Next Leader Award                | Enhypen         | Đoạt giải |
| 2021 | Golden Disc Awards            | Rookie Artist of the Year        | Enhypen         | Đoạt giải |
| 2021 | Golden Disc Awards            | Curaprox Popularity Award        | Enhypen         | Đề cử     |
| 2021 | Golden Disc Awards            | QQ Music Popularity Award        | Enhypen         | Đề cử     |
| 2021 | Brand Customer Loyalty Awards | Best Male Rookie Award           | Enhypen         | Đề cử     |
| 2021 | Seoul Music Awards            | K-wave Popularity Award          | Enhypen         | Đề cử     |
| 2021 | Seoul Music Awards            | Popularity Award                 | Enhypen         | Đề cử     |
| 2021 | Seoul Music Awards            | Rookie of the Year               | Enhypen         | Đoạt giải |
| 2021 | Gaon Chart Music Awards       | New Artist of the Year- Physical | BORDER: DAY ONE | Đoạt giải |

## Chương trình âm nhạc

### The Show
| Năm  | Ngày        | Bài hát                         | Điểm |
| ---- | ----------- | ------------------------------- | ---- |
| 2021 | 4 tháng 5   | "Drunk-Dazed"                   | 6790 |
| 2021 | 19 tháng 10 | "Tamed-Dashed"                  | 7770 |
| 2022 | 12 tháng 7  | "Future Perfect (Pass the MIC)" | 7200 |

### Show Champion
| Năm  | Ngày        | Bài hát                         | Điểm |
| ---- | ----------- | ------------------------------- | ---- |
| 2021 | 5 tháng 5   | "Drunk-Dazed"                   | –    |
| 2021 | 20 tháng 10 | "Tamed-Dashed"                  | 6215 |
| 2022 | 19 tháng 2  | "Blessed-Cursed"                | 7178 |
| 2022 | 13 tháng 7  | "Future Perfect (Pass the MIC)" | 6263 |

### M Countdown
| Năm  | Ngày       | Bài hát                            | Điểm |
| ---- | ---------- | ---------------------------------- | ---- |
| 2023 | 1 tháng 6  | "Bite Me"                          | 8813 |
| 2025 | 12 tháng 6 | "Bad Desire (With or Without You)" | 7670 |

### Music Bank
| Năm  | Ngày        | Bài hát                            | Điểm  |
| ---- | ----------- | ---------------------------------- | ----- |
| 2021 | 8 tháng 5   | "Drunk-Dazed"                      | 6275  |
| 2021 | 22 tháng 10 | "Tamed-Dashed"                     | 8967  |
| 2022 | 21 tháng 2  | "Blessed-Cursed"                   | 8377  |
| 2022 | 15 tháng 7  | "Future Perfect (Pass the MIC)"    | 8577  |
| 2023 | 2 tháng 6   | "Bite Me"                          | 12595 |
| 2023 | 24 tháng 11 | "Sweet Venom"                      | 11542 |
| 2024 | 19 tháng 7  | "XO (Only If You Say Yes)"         | 11233 |
| 2025 | 13 tháng 6  | "Bad Desire (With or Without You)" | 15416 |

### Inkigayo
| Năm  | Ngày       | Bài hát                            | Điểm |
| ---- | ---------- | ---------------------------------- | ---- |
| 2025 | 15 tháng 6 | "Bad Desire (With or Without You)" | 5125 |